# 本郷村 (岐阜県揖斐郡)
本郷村（ほんごうむら）は、かつて岐阜県揖斐郡にあった村である。
現在の揖斐郡池田町の一部であり、池田町の中心地の一部に該当する。

## 歴史
- 江戸時代末期、この地域は美濃国池田郡であり、尾張藩領、大垣藩領、天領であった。
- 1897年（明治30年）4月1日 - 旧来の本郷村、藤代村、萩原村、青柳村、田畑村、草深村、山洞村、小寺村 が合併し発足。
- 1905年（明治38年） - 池田村と組合役場を設置する。
- 1950年（昭和25年）8月1日 - 池田村と合併し温知村が発足。同日本郷村廃止。

## 教育
村単独の小学校中学校は無く、組合立であった。
- 池田村本郷村組合立温知小学校 ※所在地は池田村。
- 揖斐郡学校組合立揖南中学校 ※所在地は池田村。

## 鉄道
- 近畿日本鉄道養老線
  - 美濃本郷駅、北池野駅[2]

## 観光
- 霞間ヶ渓